# Concentración inhibitoria mínima
La Concentración mínima inhibitoria (MIC), en microbiología, es la concentración más baja de un antimicrobiano que inhibe el crecimiento de un microorganismo después de su incubación. La concentración mínima inhibitoria es importante en diagnósticos de laboratorio para confirmar la resistencia de microorganismos a un agente antimicrobiano y además para monitorizar la actividad de los nuevos agentes antimicrobianos.
Las concentraciones mínimas inhibitorias pueden ser determinadas mediante métodos de microdilución en caldo, normalmente siguiendo las directrices de centros de referencia tales como el CLSI (Clinical and Laboratory Institute Standards), BSAC (British Society for Antimicrobial Chemotherapy) o EUCAST (European Committee on Antimicrobial Susceptibility Testing). Existen otro método basado en la difusión en agar: las tiras de Etest, consiste en unas tiras de plástico inerte que incorporan un gradiente de concentración de antimicrobiano. Cuando se depositan sobre las placas de agar inoculadas, el antimicrobiano difunde en el medio, y tras la incubación, se determina la CMI en el punto de intersección de la elipse de inhibición del crecimiento..  
En medicina, la concentración mínima inhibitoria no sólo se usa para determinar la concentración de antimicrobiano que recibirá el paciente sino también el tipo de antimicrobianos a utilizar, lo que a su vez reduce la oportunidad de resistencia microbiana a agentes antimicrobianos específicos.